# زوير
زوير إحدى قرى مركز شبين الكوم التابع لمحافظة المنوفية بجمهورية مصر العربية.

## التاريخ
قرية زوير من القرى القديمة، حيث وردت باسم «منية زوبر» في أعمال المنوفية ضمن قرى الروك الصلاحي التي أحصاها ابن مماتي في كتاب قوانين الدواوين، وقال ابن مماتي أنها من كفور مليج. كما وردت باسم «منية زوبر» في أعمال المنوفية ضمن قرى الروك الناصري التي أحصاها ابن الجيعان في كتاب «التحفة السنية بأسماء البلاد المصرية». وفي العصر العثماني وردت باسم «منية زوبر» في التربيع العثماني الذي أجراه الوالي العثماني سليمان باشا الخادم في عصر السلطان العثماني سليمان القانوني ضمن قرى ولاية المنوفية، وفي تاريخ 1228هـ/1813م الذي عدّ قرى مصر بعد المسح الذي قام به محمد علي باشا باسم «زوبر» ضمن قرى مديرية المنوفية. تغير اسمها سنة 1254هـ/1838م إلى زوير.

## السكان
بلغ عدد سكان زوير ومنشأة إبراهيم حبشي 8,537 نسمة، حسب الإحصاء الرسمي لعام 2006.